# Kombinat Gasanlagen
Der VEB Kombinat Gasanlagen Mittenwalde mit Sitz in Mittenwalde wurde 1984 gegründet und war ein Kombinat auf dem Gebiet des Anlagenbaus für den Gastransport und die Gasspeicherung in der Deutschen Demokratischen Republik. Das Kombinat unterstand dem Ministerium für Kohle und Energie.

## Geschichte
Am 1. Oktober 1962 wurde der unabhängige Betrieb VEB Erdöl- und Erdgaserkundung Mittenwalde gegründet. Zuvor gab es in Mittenwalde bereits einen Betriebsteil des Kombinats Erdöl-Erdgas Gommern, durch den Erkundungs- und Bohrungsarbeiten durchgeführt wurden.
Zum 1. Juli 1967 wurde der VEB Erdöl- und Erdgaserkundung Mittenwalde in VEB Erdöl und Erdgas Mittenwalde umbenannt. Durch die Auflösung des VEB Untergrundspeicher Stendal – vormals ein Betriebsteil des VEB Erdöl und Erdgas Mittenwalde – im Juli 1973 wurden die Aufgaben im Bereich der Erkundung und Errichtung von Untergrundspeichern auf den Betrieb in Mittenwalde übertragen, der daraufhin in VEB Untergrundspeicher Mittenwalde umbenannt wurde.
Am 1. April 1984 kam es zur Gründung des Kombinats VEB Kombinat Gasanlagen Mittenwalde. 1990 erfolgten die Privatisierung und die Umfirmierung zur Gasanlagen AG Mittenwalde.

## Tätigkeit
Neben der Errichtung von Untergrundspeichern und Ferngasleitungen im Inland war auch der Export derartiger Gasinfrastrukturanlagen von Bedeutung. Es wurden Anlagen für verschiedene Medien wie Erdgas, Stadtgas, Flüssiggas und Zwischenprodukte der chemischen Industrie konzipiert und errichtet.

## Zugehörige Betriebe
- VEB Untergrundspeicher und Gasanlagenbau Mittenwalde; (Stammbetrieb)
- VEB Ferngasleitungsbau Leipzig-Engelsdorf